# Dorfkirche Wassersuppe

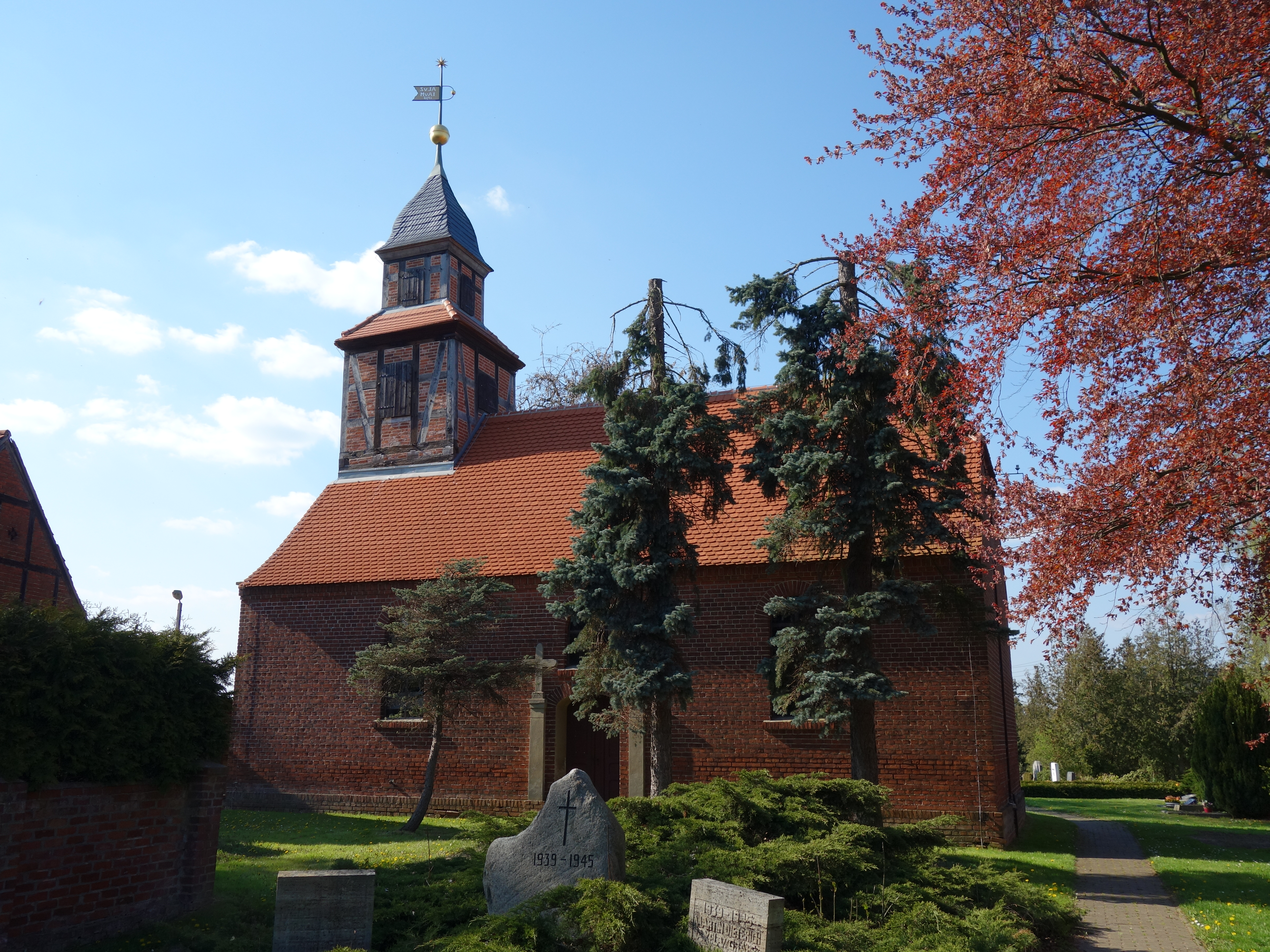
Dorfkirche Wassersuppe mit Gefallenendenkmal im Vordergrund

Die evangelische Dorfkirche Wassersuppe ist ein denkmalgeschütztes Kirchengebäude in Wassersuppe, einem Ortsteil der Gemeinde Seeblick im Landkreis Havelland in Brandenburg.

## Architektur und Baugeschichte

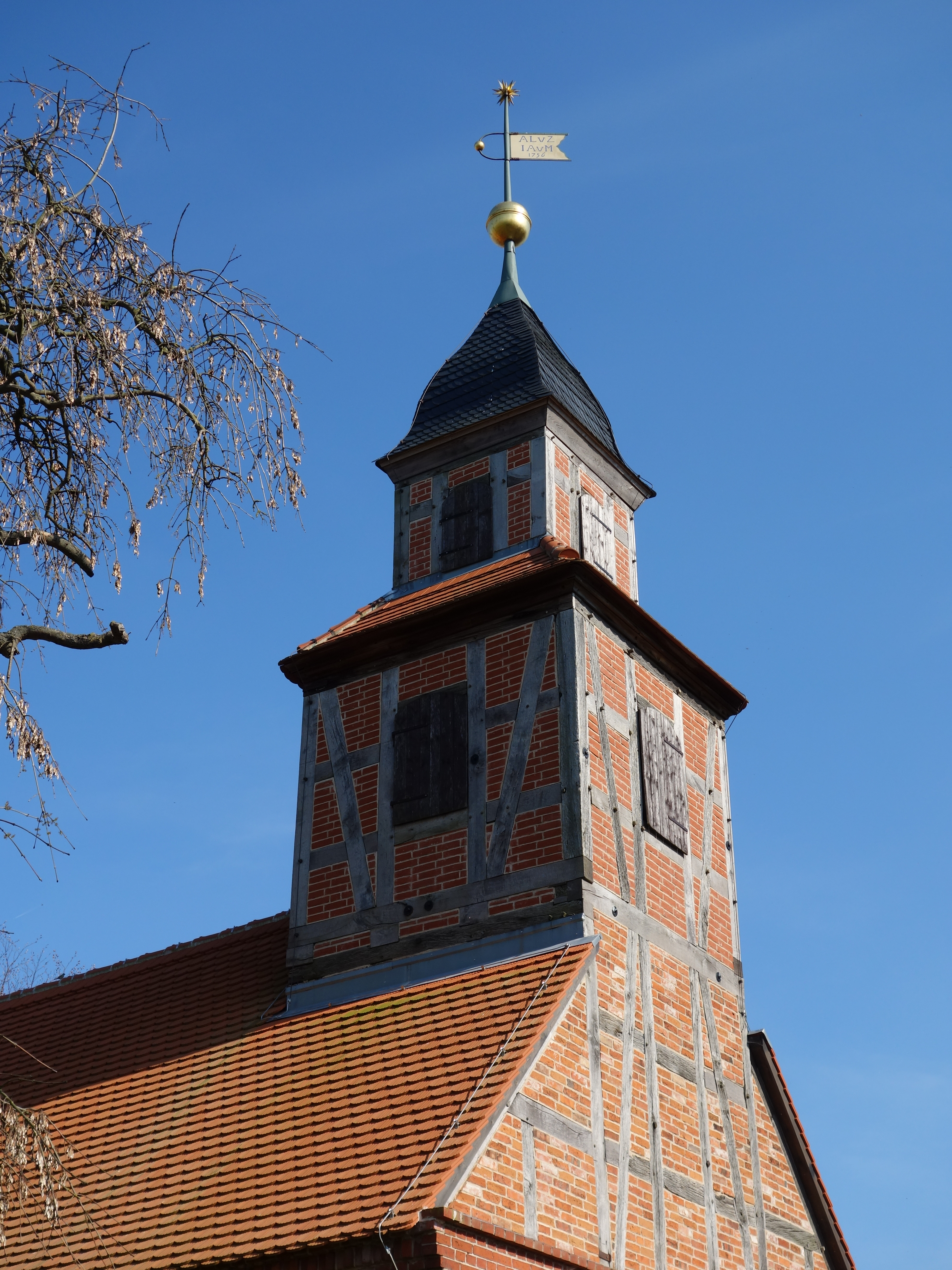
Fachwerkturm

Das Dorf Wassersuppe wurde 1441 erstmals urkundlich erwähnt und befand sich zu dieser Zeit im Besitz der Familie von Hagen. Von dort kam es 1763 in die bürgerliche Hugenottenfamilie um Karl Theophil Guichard, der damit auch das Kirchenpatronat der 1756 als Fachwerkbau auf dem Fundament des Vorgängerbaus errichteten Kirche übernahm. An der Westseite verfügt die Kirche über einen Dachturm, welcher im späten 19. Jahrhundert als Backsteinbau neu errichtet wurde.
In den Jahren 1886 und 1900 wurde die Dorfkirche umfassend saniert. Etwa zur selben Zeit wurde das Fachwerkgemäuer des Kirchenschiffs mit Ziegelmauerwerk vorgeblendet. Anfang der 2000er Jahre gründete sich ein Förderverein, der sich für den Erhalt der Kirche einsetzte. Im Oktober 2009 wurde mit der Sanierung des Kirchturms begonnen, im September 2018 wurde diese abgeschlossen.
Die Kirchengemeinde Wassersuppe gehört zur Gesamtkirchengemeinde Hohennauen, zu der auch die Kirchengemeinden Parey, Spaatz, Wolsier und Witzke gehören. Sie gehört dem Kirchenkreis Nauen-Rathenow in der Evangelischen Kirche Berlin-Brandenburg-schlesische Oberlausitz an.

## Ausstattung
Die Kirche verfügt über einen barocken Kanzelaltar aus dem Jahr 1703, der von J. Chr. Richder aus Cammer gebaut wurde. Er ist auf gewundenen Säulen und Akanthuswangen aufgebaut und mit Barockengeln verziert. Der polygonale Kanzelkorb ist mit vier Relieffiguren der Evangelisten an den Ecksäulchen ausgestattet, diese stammen offenbar aus dem 15. Jahrhundert und damit aus einem vorreformatorischen Altar. Er ist sanierungsbedürftig und wird nach Aussage einer Restauratorin nur noch durch seine Farbfassung getragen.
Ebenfalls in der Kirche befindet sich eine ovale Totentafel des 1705 verstorbenen Kindes Albrecht Cristoph von Wuthenow im Akanthusramen. Über dem Türsturz befindet sich eine reliefierte querrechteckige Platte aus Sandstein mit dem Allianzwappen des Th. Phillipp von der Hagen und der Reichsgräfin von Wartensleben und darüber ein auf 1775 datiertes Inschriftenband. Dieses befindet sich seit 1999 in der Kirche, nachdem es aus dem zuvor abgerissenen Gutshaus geborgen wurde.
Die Orgel wurde im Jahr 1895 vom Orgelbauer Albert Hollenbach aus Neuruppin gefertigt. Etwa im Jahr 1977 wurde die Disposition durch den Orgelbauer Hans Voit aus Rathenow geändert, 1998 erfolgte eine grundlegende Sanierung durch die Firma Eberswalder Orgelbau. Die Glocke der Kirche stammt aus dem Mittelalter.

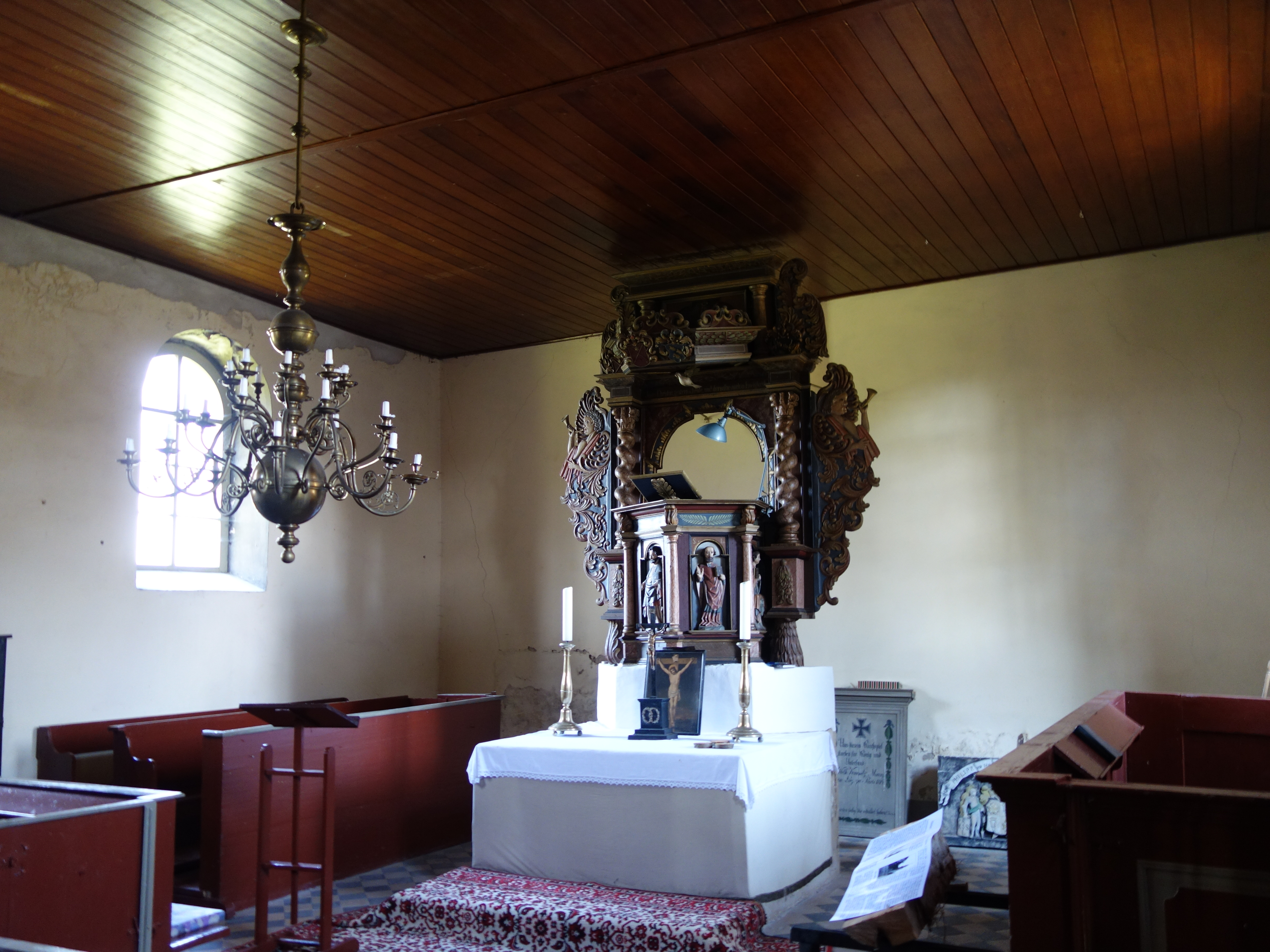
Altar
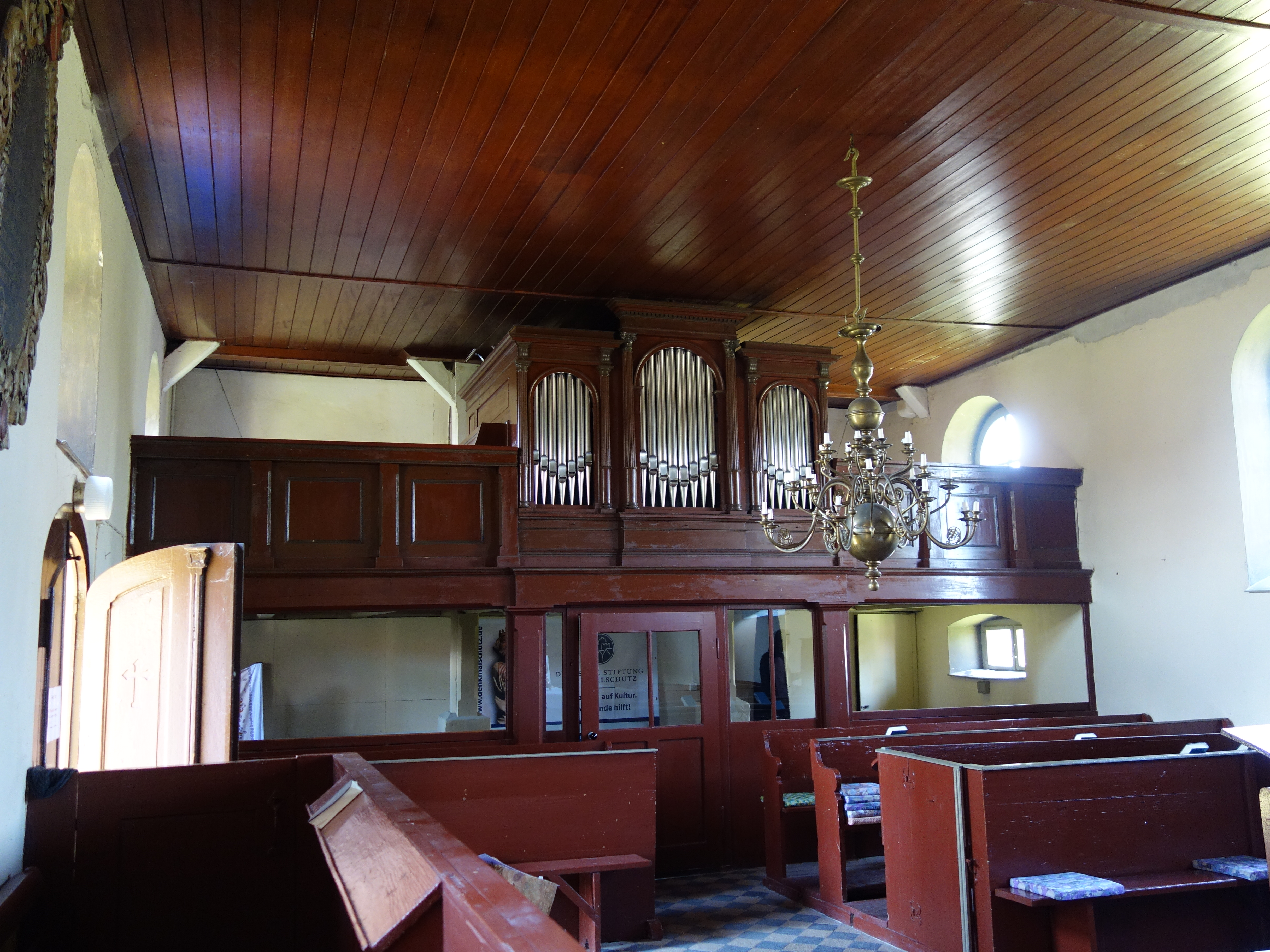
Orgel aus dem Jahr 1895
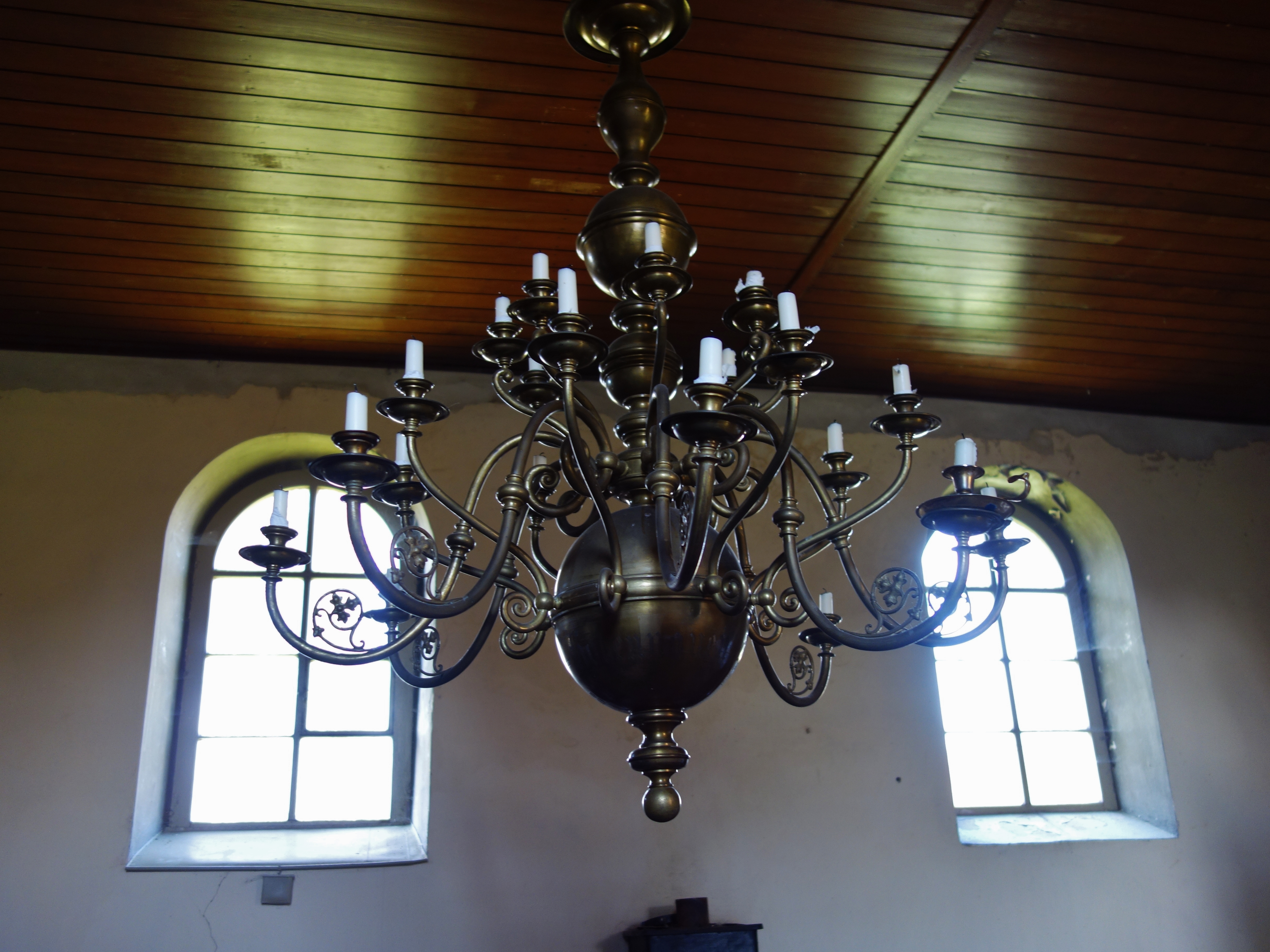
Kerzenleuchter

## Gedenken

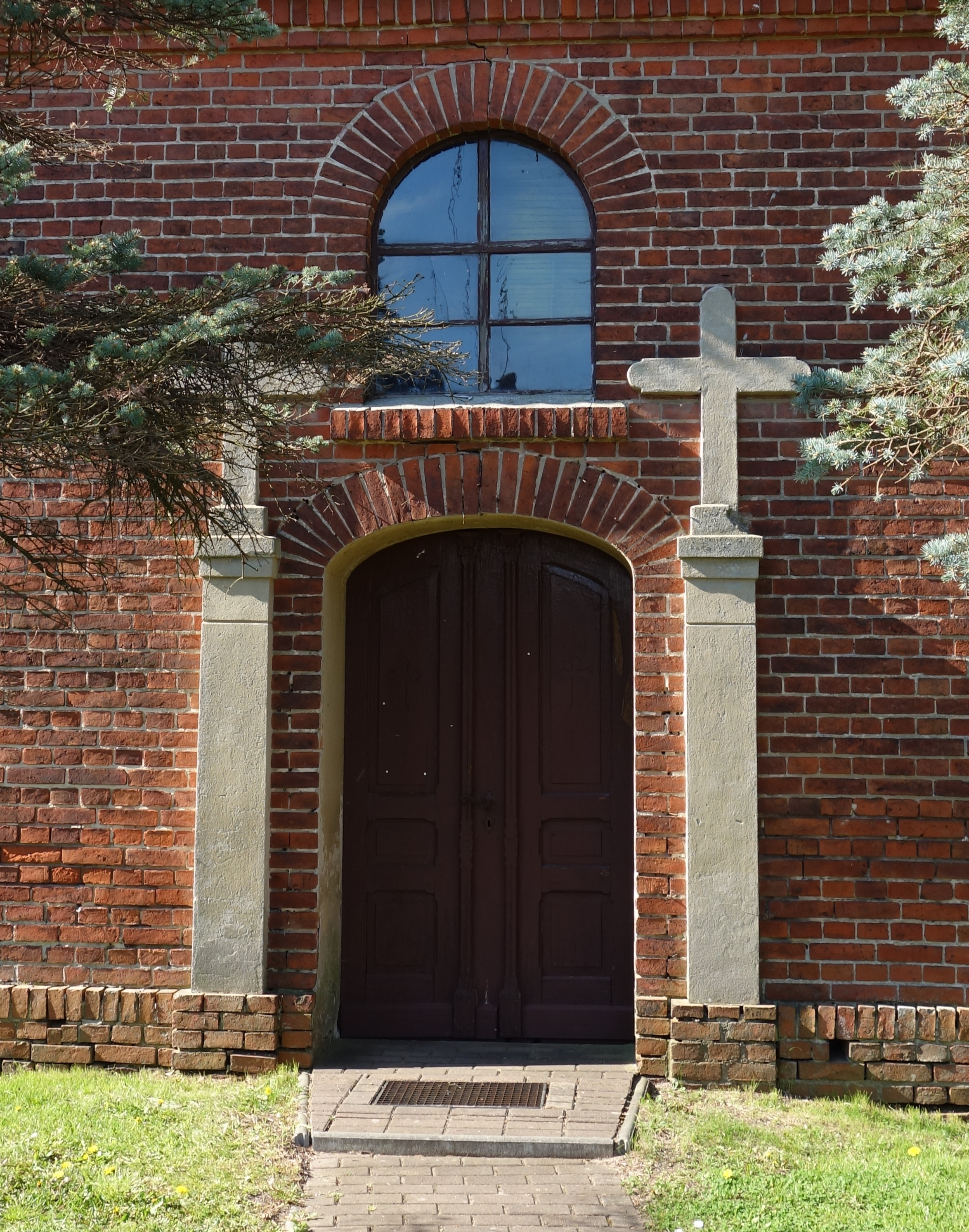
Eingangsportal

In der Dorfkirche selbst befinden sich zwei Gedenktafeln zum Gedenken an die Opfer der Befreiungskriege sowie die gefallenen Bewohner von Wassersuppe im Ersten Weltkrieg. Die Inschrift auf der Steinplatte zu Ehren der Gefallenen der Befreiungskriege lautet:

„Aus diesem Kirchspiel
 starben für König und
 Vaterland.
 Wir preisen seelig die
 erduldet haben. Jae 5 v.11“

Auf der Gedenktafel für die Opfer des Ersten Weltkriegs unter der Inschrift die Namen der Gefallenen sowie das Todesdatum aufgelistet. Die Inschrift auf der Tafel lautet:

„Im Weltkriege 1914–1918 blieben
 auf dem Felde der Ehre. Sei getreu bis in den Tod,
 so will ich dir die Krone des Lebens geben.“

Vor dem Kirchengebäude befindet sich zudem ein Denkmal zum Gedenken an die gefallenen Wassersupper im Zweiten Weltkrieg. Auf dieser befindet sich neben der Auflistung der Gefallenen die Daten des Krieges.